# Stephen Dhieu Dau

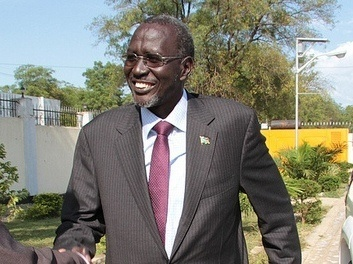
Stephen Dhieu Dau

Stephen Dhieu Dau ist ein südsudanesischer Politiker. Er ist der erste Öl- und Bergbauminister seines Landes seit der Abspaltung des Südsudans vom Sudan (Stand Januar 2012).
Dau führte die Verhandlungen mit dem Sudan zur Verteilung der Gelder, die durch die Ölförderung erzielt werden. Die Verhandlungen wurden unter Vermittlung der Afrikanischen Union (AU) durchgeführt. Während 75 Prozent der Ölquellen in Südsudan liegen, ist dieser auf die Pipelines des Sudans angewiesen, um das Öl verkaufen zu können. Ende Januar 2012 verhängte Dhieu Dau einen vollständigen Öllieferstopp, da sich die beiden Staaten nicht auf die Transitgebühren einigen konnten.